# Duna (canal de televisión)
Duna (en español: Danubio) es un canal de televisión húngaro en señal abierta, perteneciente a la radiodifusora pública MTVA. Su programación es generalista y está orientada a todos los públicos.
Fue fundado en 1992 como Duna Televízió, un canal orientado a la diáspora húngara, mientras que Magyar Televízió era la televisión pública nacional. En 2011 el gobierno unificó la gestión de todos los medios públicos en una sola corporación, y cuatro años después Duna se convirtió en el canal principal.

## Historia

### Duna TV (1992-2011)
Después de la caída del sistema comunista en 1989, el gobierno húngaro hizo cambios en la radiodifusión pública. Entre otras medidas puso en marcha un nuevo canal de televisión por satélite, orientado a la diáspora húngara, que sería independiente de la televisión pública nacional (Magyar Televízió) y que contaría con espacios de producción externa.
El gobierno constituyó la empresa pública Hungária Television el 7 de octubre de 1992, y el 24 de diciembre del mismo año puso en marcha las emisiones de Duna TV a través del satélite Eutelsat. En 2006 se creó una segunda señal, Duna 2 Autonómia (actual Duna World), y el 1 de diciembre de 2008 comenzó a emitir en alta definición

### Situación actual
En 2011 el gobierno de Viktor Orbán creó una corporación de radiodiofusión pública, MTVA (Médiaszolgáltatás-támogató és Vagyonkezelő Alap), para agrupar todos los medios de comunicación públicos. La operación concluyó en 2015 con la creación de una sociedad sin ánimo de lucro, Duna Médiaszolgáltató, que asumió todos los canales de radio y televisión.
En lo que respecta a Duna, en 2012 cambió su imagen corporativa y el 15 de marzo de 2015 asumió toda la programación generalista de Magyar Televízió, convirtiéndose así en el primer canal nacional. Al mismo tiempo, Duna World se convirtió en el canal internacional orientado a la diáspora.